# Oracle d'Olímpia
L'oracle d'Olímpia era un oracle dedicat a Zeus, el més important dels déus Olímpics, a la ciutat d'Olímpia a l'Èlide. Estava situat en una cova al peu del turó de Cronos. Es preguntava a l'oracle sobre temes bèl·lics ja que Zeus era considerat el governant de les guerres.
L'oracle es menciona de passada entre els antics. Només Píndar i Estrabó en parlen com a element essencial del culte establert a Olímpia. A les Odes olímpiques, Píndar n'explica l'origen. Parla del primer sacerdot de l'oracle, Íam, a qui el seu pare Apol·lo va portar fins a la ciutat i li va dir que s'instal·lés davant de l'altar de Zeus. Estrabó per la seva banda diu que la fama d'Olímpia era deguda al seu oracle, fins que es van instituir els Jocs Olímpics.
Segons Píndar, l'oracle era portat per la família dels Iàmides, que es consideraven descendents d'Íam. També exercien d'endevins la genos dels Clícides, descendents de Clici, segons Heròdot, que afegeix també els tel·líades entre les famílies d'endevins d'Olímpia. Filòstrat d'Atenes diu que hi havia tres genos d'endevins.
Només Xenofont explica una consulta a l'oracle de principis del segle IV aC. Diu que el rei Agesilau II volia saber si podia refusar una treva que li oferien els argius i va rebre la resposta de que era possible. Abans d'atacar Argos amb les seves tropes va voler confirmar-ho a l'oracle de Delfos, i va rebre la mateixa resposta.